# Томица Ћирић
Томица Ћирић (22. април 1980) је сатиричар и песник из Пирота.

## Биографија
Дипломирао је на Филолошком факултету у Београду, Катедри за општу књижевност са теоријом књижевности. Живи и ствара у Пироту.

## Дела
Прва објављена књига песама је Нова утопија, коју је издао 2013. године. Две године касније је објавио збирку песама Мртви албатроси, коју је назвао поетско-сатиричним калеидоскопом. Године 2016. издао је збирку песама Контра заједно са пиротским песником Игором Ђорђевићем у издању Народне библиотеке Пирот. Задњу збирку песама је издао 2020. године - Завет ћутања, такође у издању пиротске библиотеке.

## Награде и признања
Ћирић је био победник конкурса Издавачке куће "Пресинг" из Младеновца за необјављени рукопис поезије или прозе за 2015. годину са својом књигом Мртви албатроси.
На Сатира фесту 2013. године је добио награду за најбољу сатиричну песму.
Године 2013. је победио на конкурсу Дома културе Пирот "Најбоља кратка прича".